# Tharsis Montes

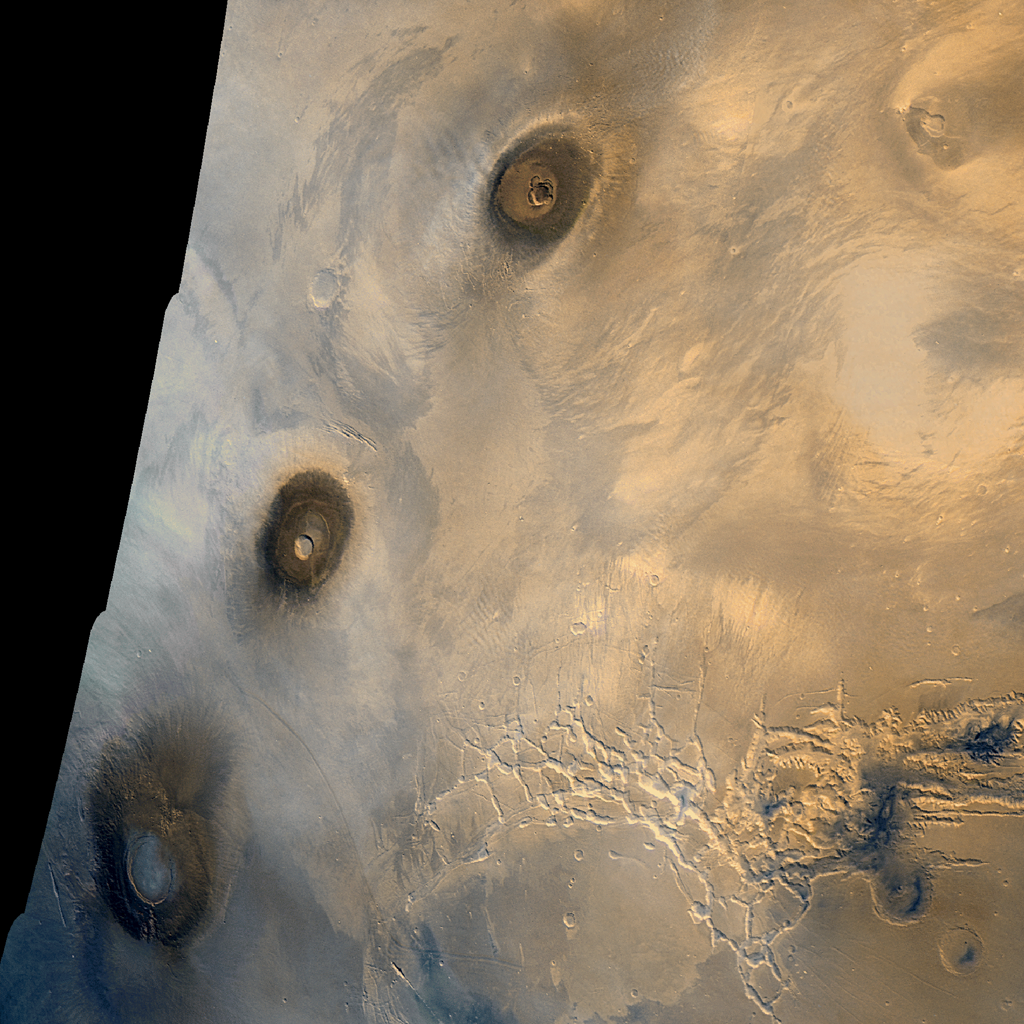
Os três vulcões que compreendem aos Tharsis Montes: Arsia Mons é o mais meridional; Pavonis Mons localizado no centro; Ascraeus Mons no norte. O quarto vulcão do Tharsis, Olympus Mons, localizado a noroeste, é mostrado na imagem. Abaixo e à direita está o Noctis Labyrinthus, a extensão mais ocidental do Valles Marineris

Tharsis Montes é um conjunto de vulcões na região de Tharsis em Marte.
Consistem nos vulcões Ascraeus Mons, Pavonis Mons e Arsia Mons, que estão agrupados em seqüência de norte a sul. Um outro vulcão, o Olympus Mons, a maior montanha conhecida no sistema solar, está localizada a noroeste dos vulcões de Tharsis.

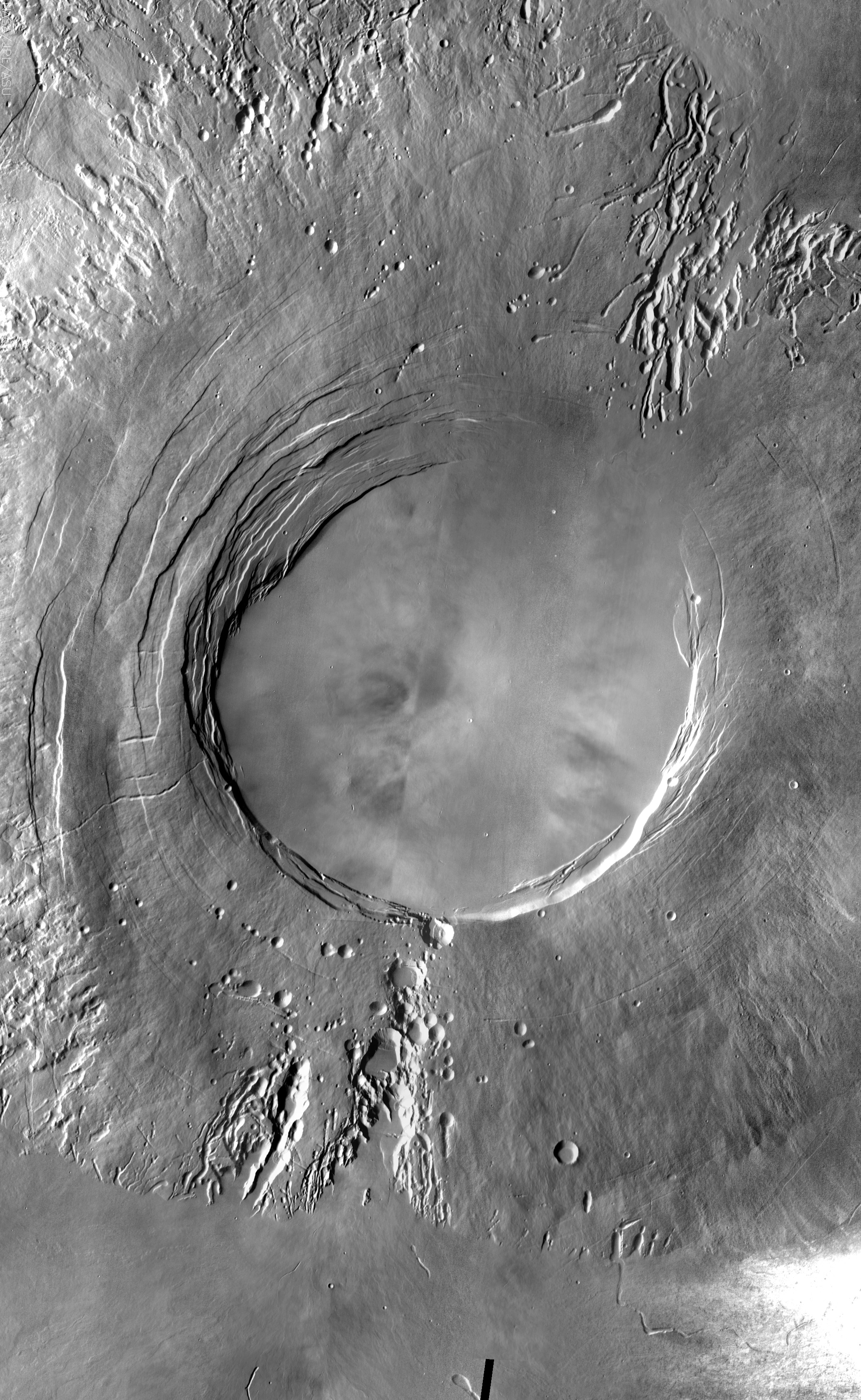
Arsia Mons, o pico meridional de Tharsis Montes. Image Credit: NASA/JPL/Arizona State University
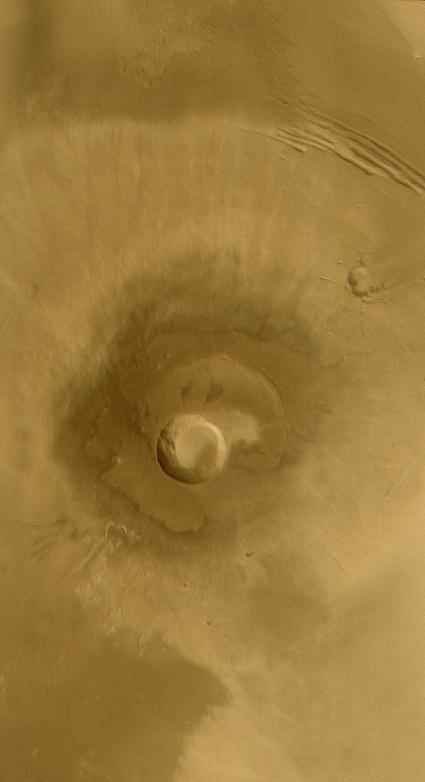
Pavonis Mons, o pico central de Tharsis Montes. Image Credit: NASA/JPL/Malin Space Science Systems
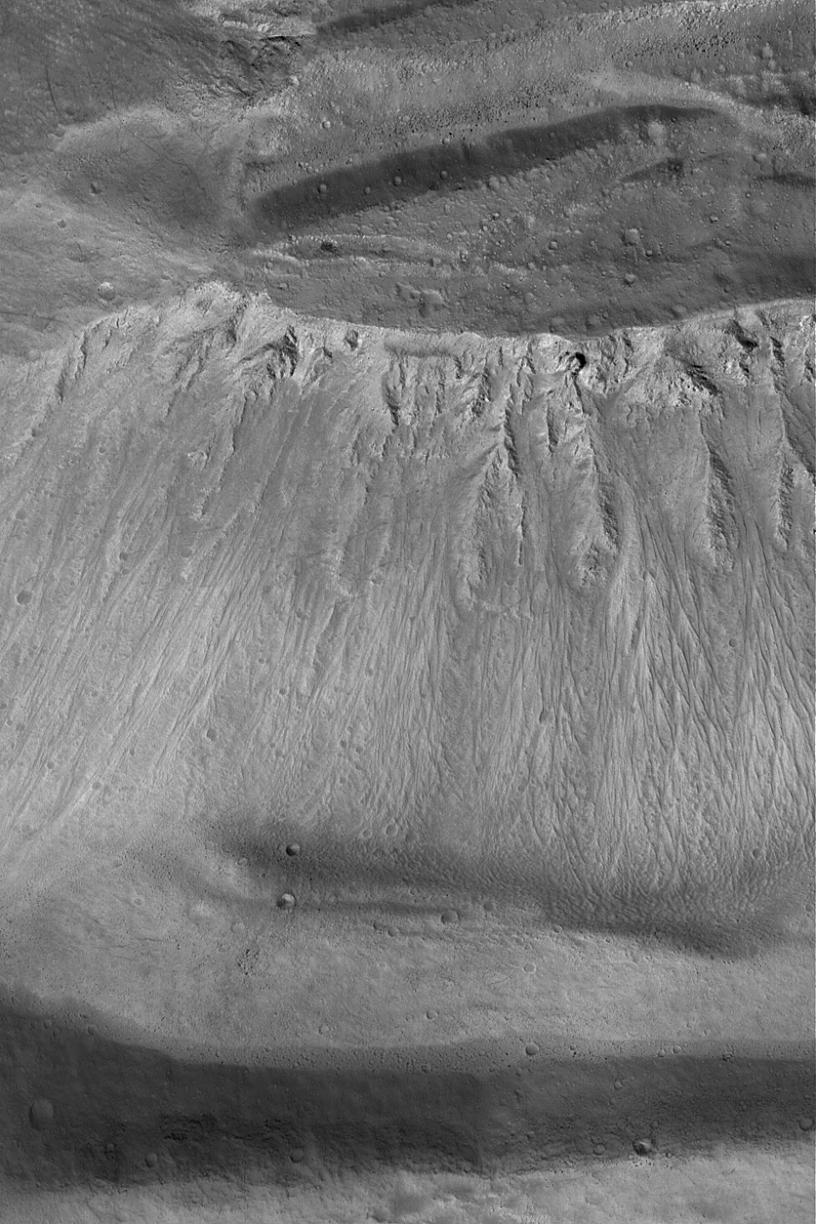
A caldera do Ascraeus Mons, northernmost peak of Tharsis Montes. Image Credit: NASA/JPL/Malin Space Science Systems